# Capolettera

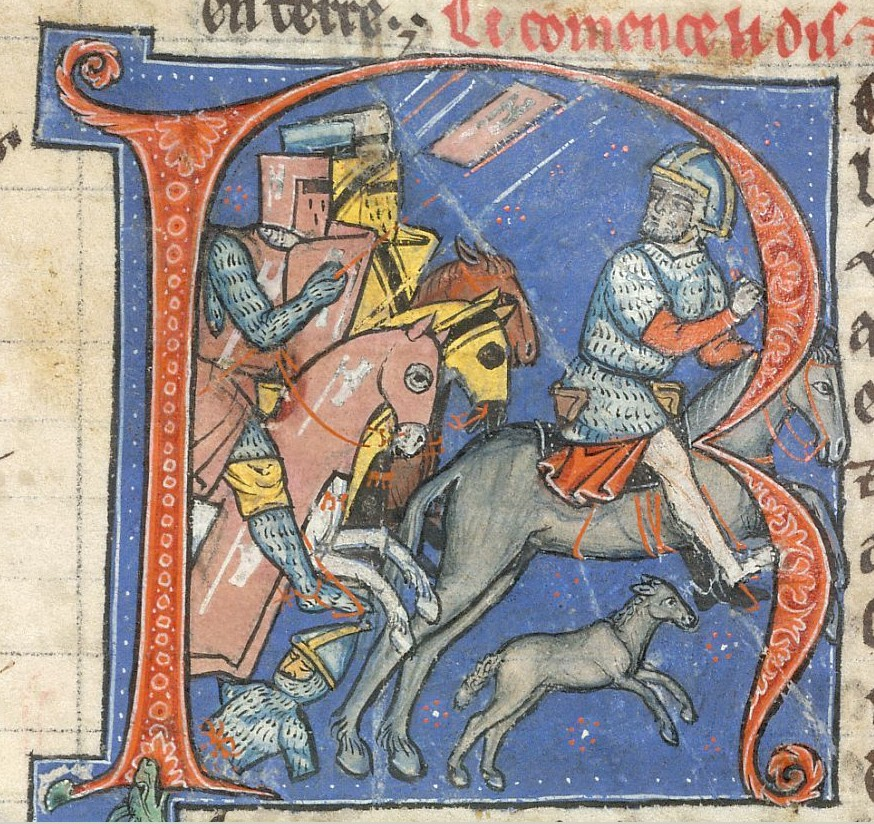
Norandino fugge dopo la battaglia di al-Buqaia. Manoscritto (Yates Thompson 12) in gotica francese della Historia rerum in partibus transmarinis gestarum di Guglielmo di Tiro, che conta 25 iniziali istoriate (1232-1261), British Library.

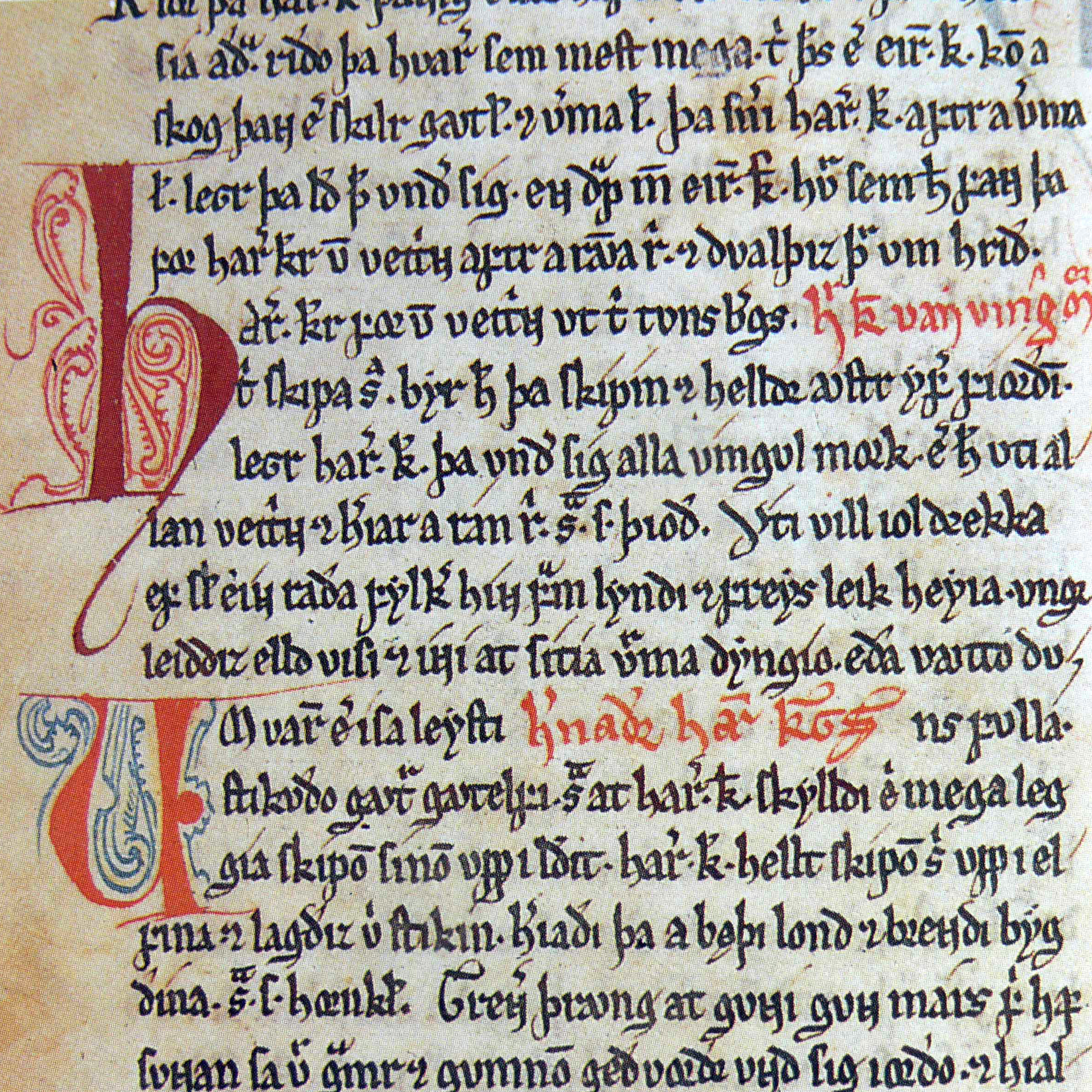
Capilettera nel Codex Frisianus (1325 circa)

Con il termine capolettera si intende la lettera iniziale della prima parola della prima riga di un testo. Per i manoscritti antichi si usa spesso il termine iniziale (e talvolta quello creato nel XIX secolo in area anglosassone di versale).
In genere, nei manoscritti miniati, il capolettera era di dimensioni maggiori rispetto alle altre consonanti e vocali seguenti, e veniva decorato con disegni particolari dagli amanuensi. Dall'introduzione della stampa da parte di Johannes Gutenberg, il capolettera, a seconda dello stile di stampa utilizzato, è limitato alla rappresentazione della prima lettera in dimensioni maggiori, ma senza elaborati particolari.

## Tipologia
Morfologicamente i capilettera possono essere divisi in varie categorie, soprattutto per i manoscritti antichi:
- Iniziale fogliata: lettera rivestita o formata da elementi vegetali, generalmente foglie di acanto lanceolate.
- Iniziale zoomorfa: lettera la cui struttura è formata, anche parzialmente, da una figura animalesca o mostruosa.
- Iniziale con figura: lettera in cui una o più figure sono collocate al suo interno ma non svolgono un’azione.
- Iniziale istoriata: lettera in cui una o più azioni sono collocate al suo interno.
- Iniziale filigranata: lettera realizzata a penna e inchiostro, generalmente rosso e azzurro, il cui campo è composto da ornamenti simili a quanto si ottiene con la tecnica della filigrana, talvolta riproducendo elementi vegetali stilizzati accompagnati dall'acquerello steso a pennello (in questo caso si può parlare di “lettera con ornamenti in tecnica mista”).
- Iniziale rubricata: lettera realizzata a corpo pieno con l’inchiostro rosso o azzurro; può essere fessa o rifessa.
  - Iniziale fessa: lettera con una fessura ottenuta a risparmio all’interno di uno stesso colore.
  - Iniziale rifessa: lettera in cui la fessura a risparmio separa il corpo in due parti cromaticamente diverse, generalmente rossa e azzurra.
- Lettera grossa: lettera in inchiostro nero, che può trovarsi anche all’interno della parola, particolarmente elaborata sia nel ductus che nelle espansioni e negli ornamenti eseguiti con penna molto sottile, talvolta anche con parti leggermente acquerellate con inchiostro diluito; talvolta gli ornamenti disegnati possono prendere la forma di testine caricaturali o mostruose.

Nell'uso moderno a stampa i capilettera sono solamente più grandi delle successive lettere e quasi sempre dello stesso tipo di carattere del corpo principale del testo.
Il capolettera può essere sulla linea di base della prima linea di testo, sullo stesso margine, come nell'esempio seguente. Questa è l'impaginazione più semplice da creare al computer, incluso l'HTML:
Lorem ipsum dolor sit amet, consectetur adipisicing elit, sed do eiusmod tempor incididunt ut labore et dolore magna aliqua. Ut enim ad minim veniam, quis nostrud exercitation ullamco laboris nisi ut aliquip ex ea commodo consequat. Duis aute irure dolor in reprehenderit in voluptate velit esse cillum dolore eu fugiat nulla pariatur. Excepteur sint occaecat cupidatat non proident, sunt in culpa qui officia deserunt mollit anim id est laborum.
Altrimenti,l'iniziale può trovarsi nel margine sinistro esteso ad uopo. In processori "word" e HTML, si può ottenere inserendo due celle, una per l'iniziale e l'altra per il resto del testo. Esempio:

| L | orem ipsum dolor sit amet, consectetur adipisicing elit, sed do eiusmod tempor incididunt ut labore et dolore magna aliqua. Ut enim ad minim veniam, quis nostrud exercitation ullamco laboris nisi ut aliquip ex ea commodo consequat. Duis aute irure dolor in reprehenderit in voluptate velit esse cillum dolore eu fugiat nulla pariatur. Excepteur sint occaecat cupidatat non proident, sunt in culpa qui officia deserunt mollit anim id est laborum. |

Con un capo lettera tipo drop cap, l'iniziale risiede all'interno del margine sinistro e superiore in uno spazio creato dentro al corpo del testo, la lettera si estende in basso attraverso più linee di testo.
Nei browser dei computer moderni si può ottenere con una combinazione di HTML e CSS usando il setting float: left;. Una soluzione solo CSS è quella di usare lo pseudo-elemento :first-letter.
Questo è un esempio di questo formato:
Lorem ipsum dolor sit amet, consectetur adipisicing elit, sed do eiusmod tempor incididunt ut labore et dolore magna aliqua. Ut enim ad minim veniam, quis nostrud exercitation ullamco laboris nisi ut aliquip ex ea commodo consequat. Duis aute irure dolor in reprehenderit in voluptate velit esse cillum dolore eu fugiat nulla pariatur. Excepteur sint occaecat cupidatat non proident, sunt in culpa qui officia deserunt mollit anim id est laborum.
In alcuni manoscritti antichi la prima lettera del corpo del testo che segue il capolettera può essere a sua volta maiuscola e ingrandita, come nell'immagine a inizio pagina del salterio della Biblioteca Scarabelli dove alla B iniziale segue una E maiuscola.
Nei testi scritti in insulare era comune la pratica di continuare a porre lettere maiuscole (al tempo in realtà percepite come scritte in un carattere diverso) via via più piccole fino a raggiungere la grandezza del corpo del testo creando l'effetto definito "diminuendo"

### Storia

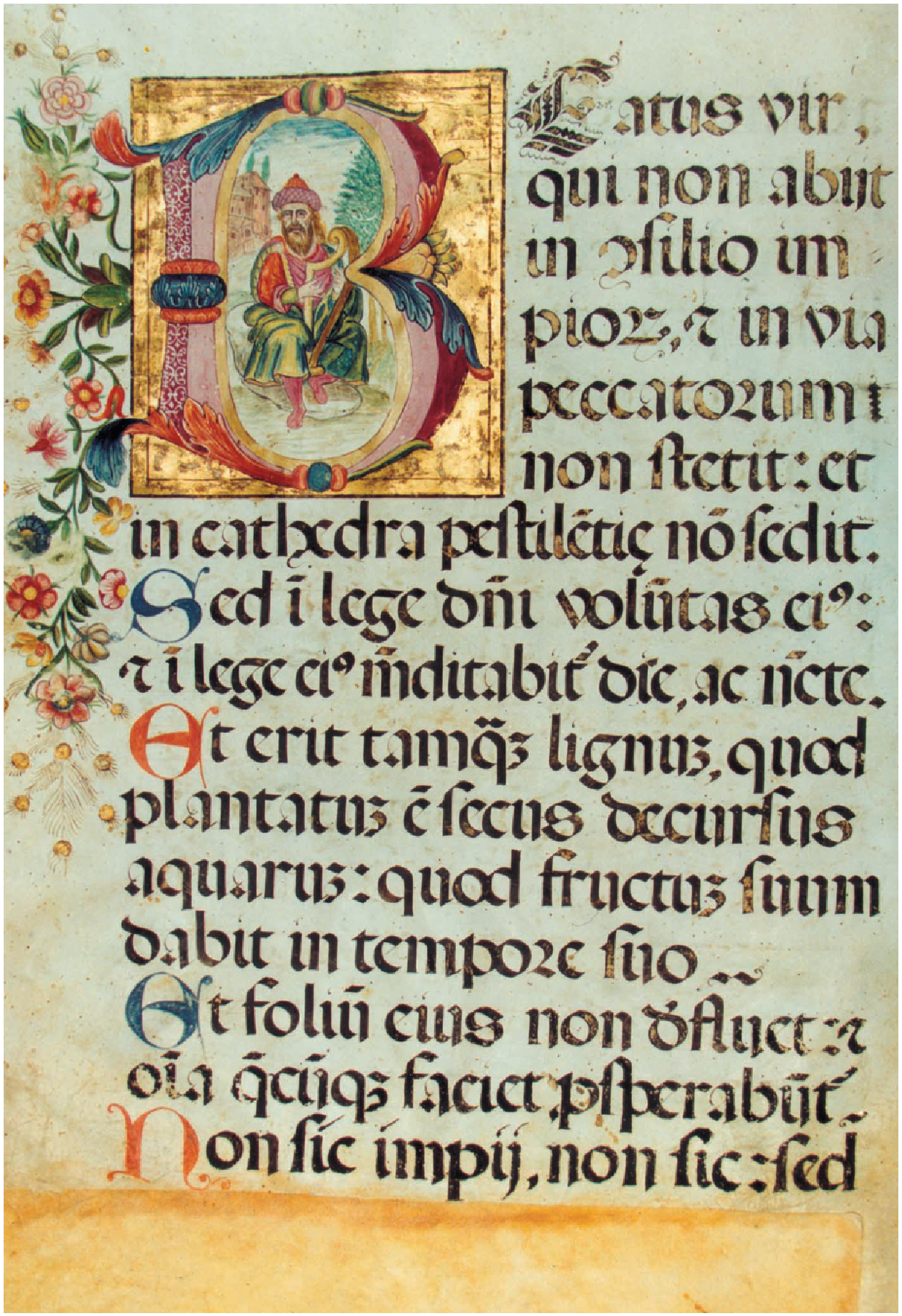
Capolettera del salterio diurno miniato del secolo XVII già presente nella Biblioteca Scarabelli di Caltanissetta, rubato nel 2010

Nel IV secolo appaiono i primi esempi di capolettera ad oggi conosciuti. A quel tempo non era in uso l'abitudine di spaziare tra di loro le parole, le frasi e i paragrafi. La comunicazione era quasi esclusivamente orale, e lo scritto era principalmente un modo per fissare su un supporto stabile le parole. La lettura veniva usata soprattutto per richiamare alla mente ciò che perlopiù era già noto, spesso a memoria, dal lettore. Gli scribi usavano i capilettera per interrompere la continuità grafica, indicando il punto d'inizio di una nuova sezione logica del testo, non avevano quindi la funzione di decorare ma quella di aiutare il lettore a trovare il passo che lo interessava, o a mantenere il filo della lettura. Con il tempo si introdusse la colorazione per meglio evidenziarli (spesso col rosso minio, da cui la parola "miniare"), quindi di decorarli con figure che richiamassero il tema del testo che seguiva la lettera per aiutare ulteriormente il lettore.
Nel Medioevo la decorazione dei capilettera di libri di pregio (soprattutto bibbie, libri liturgici e copie di scrittori classici) era ormai un'arte, la miniatura, che travalicò i capilettera per invadere i margini prima, l'intera pagina poi. Mantennero un profilo più umile i capilettera usati in testi più mondani come le liste di carattere commerciale o contabile/amministrativo; in questi casi erano di solito semplicemente colorati in rosso, chiamato in latino "rubricum", da qui la parola rubrica.
L'uso delle iniziali divenne sempre meno funzionale e più decorativo con il consolidarsi dell'abitudine, in epoca carolingia, all'uso delle spaziature del testo, e con il cambiamento del ruolo della lettura in epoca basso-medievale, per il diffondersi della cultura a opera delle università.

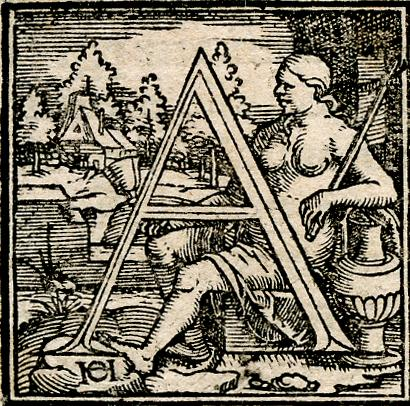
Capolettera xilografico del XVI secolo

In più l'introduzione della stampa mobile rese complessa l'impaginazione con capilettera troppo grandi e ancor più la loro decorazione, se non ridotta al minimo. Tutto questo e il mutare dei gusti, ha portato i capilettera a diventare più piccoli e relativamente semplici. Contribuì anche la tecnica di realizzazione in xilografia e la stampa solitamente in un solo colore, solo qualche edizione di pregio settecentesca consentiva la stampa separata in calcografia con un disegno più raffinato.
Nel XIX secolo l'inserimento di capolettera venne ridotto e nel XX secolo il loro uso fu praticamente limitato a certificati e diplomi, conl'eccezione erano quegli stampati cui si volesse conferire un effetto di antico.
Con l'introduzione della composizione tipografica digitale, che ha portato una notevole libertà all'impaginazione, l'uso del capolettera sta lentamente tornando sia in stampa che su pagine digitali, mantenendone comunque l'uso per scopi stilistici o di genere.

## Informatica
In programmi di scrittura come Microsoft Word è possibile creare capolettera con appositi comandi.

Nello sviluppo di pagine web è possibile creare capolettera attraverso i CSS:
```
<
p
><
span
 
class
=
"first-letter"
>
F
</
span
>
rase di prova
<
p
>

```

```
.
first-letter
 
{

  
font-size
:
 
35
px
;

  
line-height
:
 
70
px
;

}

```

Un'alternativa è:
```
<
p
 
class
=
"subhead"
>
Frase di prova
<
p
>

```

```
.
subhead
 
{

  
initial-letter
:
 
2
;

}

/* con maggiore formattazione del capolettera (colori, effetti, ecc): */

.
subhead
 
::
first-letter
 
{

  
-webkit-
initial-letter
:
 
4
;

          
initial-letter
:
 
4
;

  
color
:
 
orange
;

  
font-weight
:
 
bold
;

  
margin-right
:
 
.75
em
;

}

```